# Joeri Rogelj
Joeri Rogelj (* 10. November 1980) ist ein belgischer Klimawissenschaftler, der an der Schnittstelle von Geowissenschaft, Energiemodellierung und Klimapolitik arbeitet. Er befasst sich u. a. mit dem Zwei-Grad-Ziel und dem CO2-Budget. Er forscht am Internationalen Institut für angewandte Systemanalyse (IIASA).

## Leben
Rogelj absolvierte ein Masterstudium in Ingenieur- und Entwicklungsstudien an der KU Leuven und promovierte an der ETH Zürich in Klimawissenschaft. Später war er als wissenschaftlicher Mitarbeiter am Potsdam-Institut für Klimafolgenforschung (PIK) und als Postdoktorand an der ETH Zürich tätig.
Seit 2011 arbeitet Rogelj am Internationalen Institut für angewandte Systemanalyse.

## Wirken
Rogeljs Arbeit befasst sich mit Emissionsszenarien, dem CO2-Budget, der Unsicherheit bei der Bestimmung des Klimawandels, den Auswirkungen kurzfristiger politischer Entscheidungen sowie Kompromissen und Synergien zwischen Luftverschmutzung und Klimapolitik.
Rogelj ist einer der Verfasser des Fünften Sachstandsberichts des IPCC. Er ist zudem einer der Verfasser des Sonderberichts 1,5 °C globale Erwärmung des IPCC (2018).

## Veröffentlichungen (Auswahl)
- J. Rogelj, M. Meinshausen und R. Knutti: Global warming under old and new scenarios using IPCC climate sensitivity range estimates. In: Nature Climate Change. Band 2, Nr. 4, 2012, S. 248, doi:10.1038/nclimate1385
- J. Rogelj u. a.: Paris Agreement climate proposals need a boost to keep warming well below 2 °C. In: Nature. Band 534, Nr. 7609, 2016, S. 631, doi:10.1038/nature18307
- J. Rogelj u. a.: Differences between carbon budget estimates unravelled. In: Nature Climate Change. Band 6, Nr. 3, 2016, S. 245, doi:10.1038/nclimate2868